# ムーンライズ・キングダム
『ムーンライズ・キングダム』（Moonrise Kingdom）は、ウェス・アンダーソン監督による2012年のアメリカ合衆国のコメディドラマ映画。脚本はアンダーソンとロマン・コッポラが共同執筆した。ブルース・ウィリス、エドワード・ノートン、ビル・マーレイらによるアンサンブル・キャストの作品である。

## ストーリー
1960年代のニューペンザンス島を舞台に、若い少年少女が逃避行を企て、保安官と少女の両親がそれを追う。

## キャスト
※括弧内は日本語吹替
- サム・シャカスキー - ジャレッド・ギルマン（英語版）（小林由美子）
- スージー・ビショップ - カーラ・ヘイワード（宇山玲加）
- シャープ警部 - ブルース・ウィリス（中村秀利）
- ウォード隊長 - エドワード・ノートン（家中宏）
- ウォルト・ビショップ - ビル・マーレイ（安原義人）
- ローラ・ビショップ - フランシス・マクドーマンド（塩田朋子）
- 福祉局員 - ティルダ・スウィントン（勝生真沙子）
- いとこのベン - ジェイソン・シュワルツマン（斎藤寛仁）
- ピアース司令官 - ハーヴェイ・カイテル
- ナレーター - ボブ・バラバン（鈴木清信）

## 製作
撮影は2011年4月から6月29日までにロードアイランド州で行われた。

## 公開
2012年5月16日に第65回カンヌ国際映画祭コンペティション部門でプレミア上映された。また同日にフランスでも一般公開された。アメリカ合衆国では同月25日よりフォーカス・フィーチャーズ配給で公開された。日本では2013年2月8日に公開された。